# Banco Popular (Colombia)
El Banco Popular es una entidad financiera colombiana perteneciente al Grupo Aval, con sede principal en la ciudad de Bogotá Fue fundado en 1950.

## Historia
Se crea el Banco Popular el 30 de junio de 1950 y el 18 de diciembre del mismo año inicia labores en la oficina en San Agustín, con un capital de 700 mil pesos y 7 empleados fundadores. 
En 1951 abre su primera sucursal en Manizales y al año siguiente inicia su proceso de expansión por el país. Actualmente el Banco cuenta con sedes en 30 de los 32 departamentos de Colombia y 248 oficinas a nivel nacional.
Durante la década de los 50 se crean filiales para complementar la labor social del Banco; entre ellas, la Compañía Popular de Seguros y en asocio con ACOPI la Corporación de Ferias y Exposiciones (Corferias). 
En la década del 70, el portafolio de créditos aumenta y el Banco Popular se consolida como la entidad bancaria estatal por excelencia. En esta misma época se crea el Servicio Jurídico Popular con el fin de prestar asesorías y consultas gratuitas a personas de escasos recursos económicos.
En la década de 1980, el Banco Popular consolida su liderazgo gracias a su condición de Banco oficial en medio de la crisis financiera de los años 80. 
El 21 de noviembre de 1996 se privatiza el Banco Popular y el grupo Luis Carlos Sarmiento Angulo LTDA., a través de la Sociedad Popular Investments S.A., se convierte en el mayor accionista del Banco. 
En medio de la privatización, nace el Grupo Aval conformado por: El Banco de Bogotá, el Banco de Occidente y el Banco AV Villas. 
En la década de los 90 el Banco Popular se consolida con su producto Prestayá, un crédito de libranza enfocado a brindarle a sus clientes la posibilidad de obtener recursos de manera sencilla.
En esta misma década se crean las filiales Fiduciaria Popular y Leasing Popular. En el inicio del nuevo siglo, el Banco comienza una renovación tecnológica importante para alinearse al Grupo Aval y a sus estrategias de integración. 
En 2012, el Banco fue reconocido con el mejor indicador de rentabilidad del sistema, por la entidad internacional World Financial Banking. Esta distinción también fue otorgada en el 2013. El 1 de julio de 2014, asume la presidencia el Doctor Carlos Eduardo Upegui Cuartas y con él llega el gran proceso de transformación y cambio a nivel interno del Banco con el propósito de mejorar y fortalecer todo su desempeño tanto a nivel operativo, administrativo y comercial. Para ello, se inicia la implementación de más de 50 proyectos. 
En el año 2017, se lanza el modelo de negocio Banco Popular Exprés para ofrecer tarjetas de crédito con unas condiciones especiales. También se crea el portafolio Combo Diamante.
En este mismo año, se da el gran salto a las redes sociales, con contenidos amigables y de educación financiera.